# Отображение тент
Отображение тент в теории динамических систем задаётся следующим образом:
{\displaystyle f_{\mu }=\mu \min\{x,1-x\}}
Для значений {\displaystyle \mu \in [0;2]} отображение тент переводит отрезок {\displaystyle [0;1]} в себя, являясь динамической системой c дискретным временем. В частности, орбитой точки  {\displaystyle x_{0}} из интервала  {\displaystyle [0;1]} является последовательность  {\displaystyle x_{n}} :
{\displaystyle x_{n+1}=f_{\mu }(x_{n})={\begin{cases}\mu x_{n},&x_{n}<{\frac {1}{2}},\\\\\mu (1-x_{n}),&{\frac {1}{2}}\leq x_{n}.\end{cases}}}

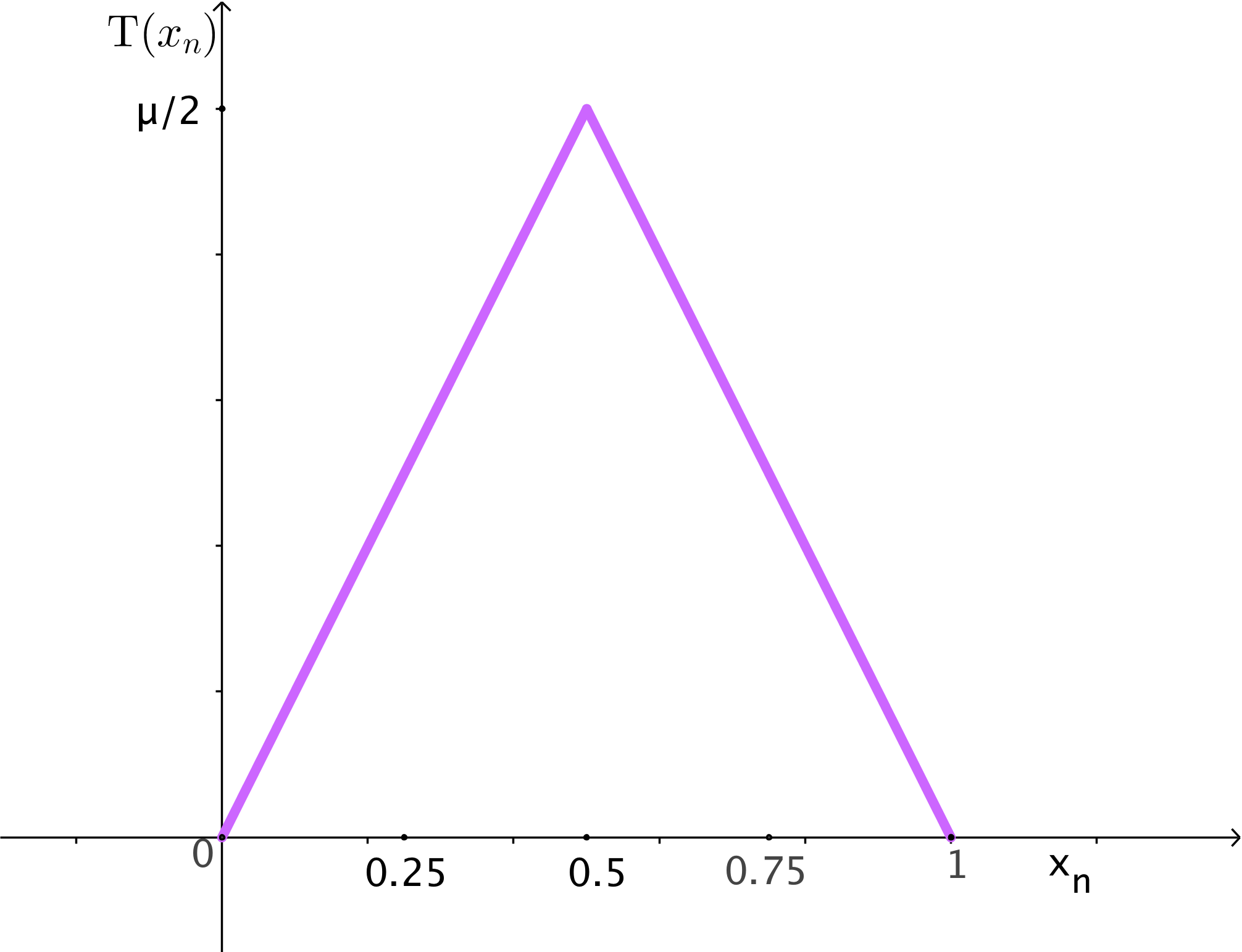
График общего случая отображения тент

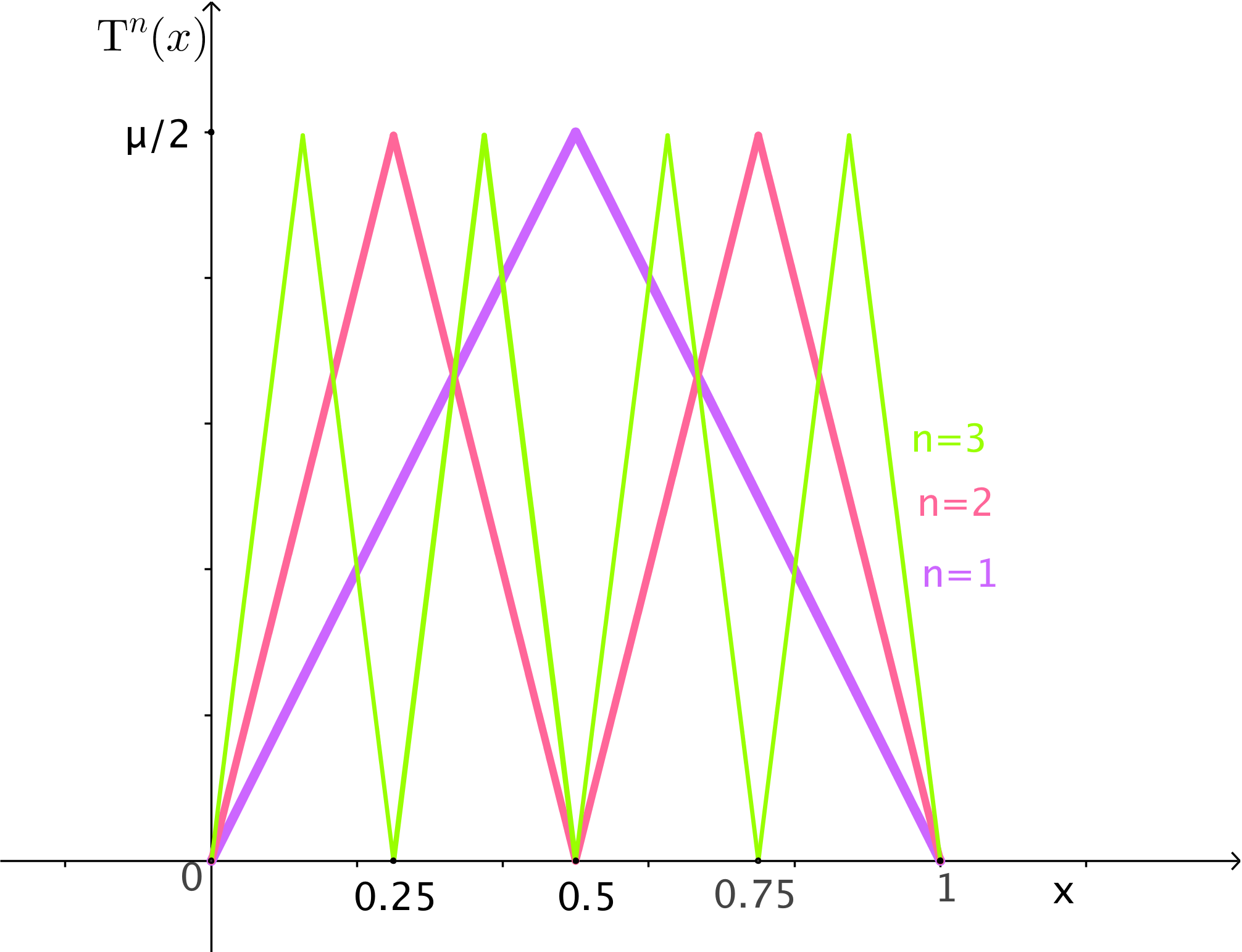
График случая для 1, 2 и 3 итераций отображения тент

Несмотря на то, что отображение тент является довольно простой нелинейной динамической системой, оно демонстрирует ряд свойств, характерных и для более сложных систем: плотность периодических орбит, перемешивание, чувствительность к начальным условиям, т.е. хаотичность.

## Свойства

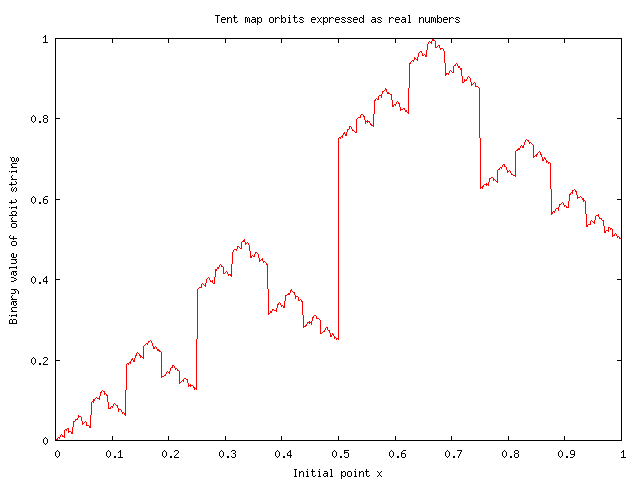
Орбиты отображения для

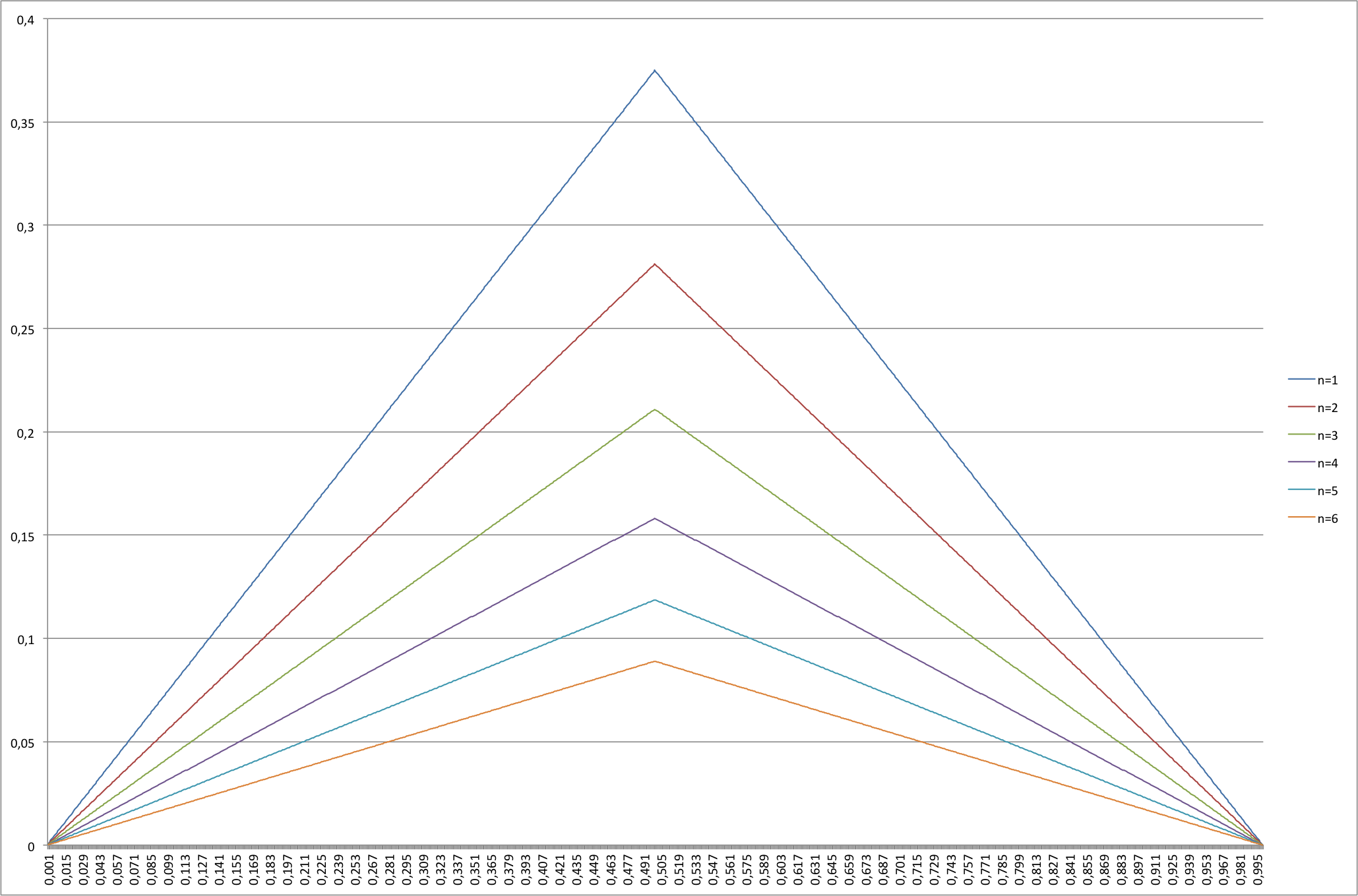
Графики 1,2,3,4,5,6 итераций отображения тент для

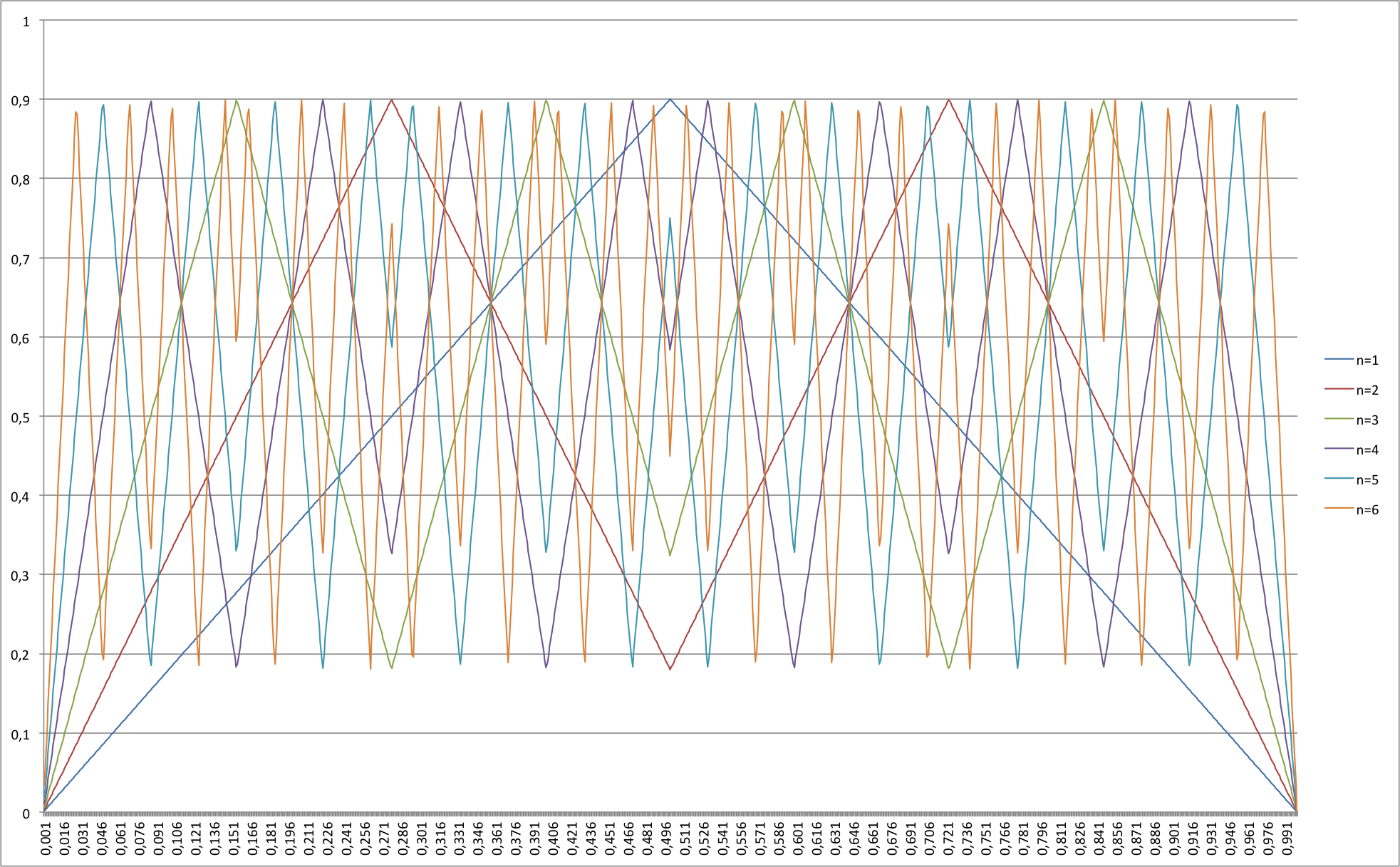
Графики 1,2,3,4,5,6 итераций отображения тент для

- Если {\displaystyle \mu \in [0;1)}, {\displaystyle x=0} является притягивающей неподвижной точкой: система будет стремиться к нулю с устремлением времени в бесконечность при любом исходном значении {\displaystyle x} из отрезка  {\displaystyle [0;1]}.
- Если {\displaystyle \mu =1}, все {\displaystyle x\in [0;0.5]} — неподвижные точки, а {\displaystyle x\in (0.5;1]} — предпериодические точки единичного периода (после одной итерации переходят в неподвижные).
- Если {\displaystyle \mu \in (1;2]}, то отображение имеет две неподвижные точки:  {\displaystyle x=0} и {\displaystyle x={\frac {\mu }{1+\mu }}}. Причем обе из них будут неустойчивыми, то есть значения  {\displaystyle x}, лежащие в окрестностях неподвижных точек, будут отдаляться от них с последующими итерациями. Более того, для таких значений {\displaystyle \mu }, в интервале {\displaystyle x\in [\mu -{\mu ^{2}}/2;{\mu }/2]} содержатся и периодические, и непериодические точки.
- Если {\displaystyle \mu \in (1;{\sqrt {2}}]}, то система отображает множество интервалов из отрезка {\displaystyle [\mu -{\mu ^{2}}/2;{\mu }/2]} в себя, и их объединение является множеством Жюлиа отображения тент, т.е. множеством точек, чьи орбиты неустойчивы.
  - увеличение показывает, что при μ ≈ 1, множество Жюлиа состоит из нескольких интервалов. На диаграммах видно 4 и 8 интервалов при достаточном увеличении.

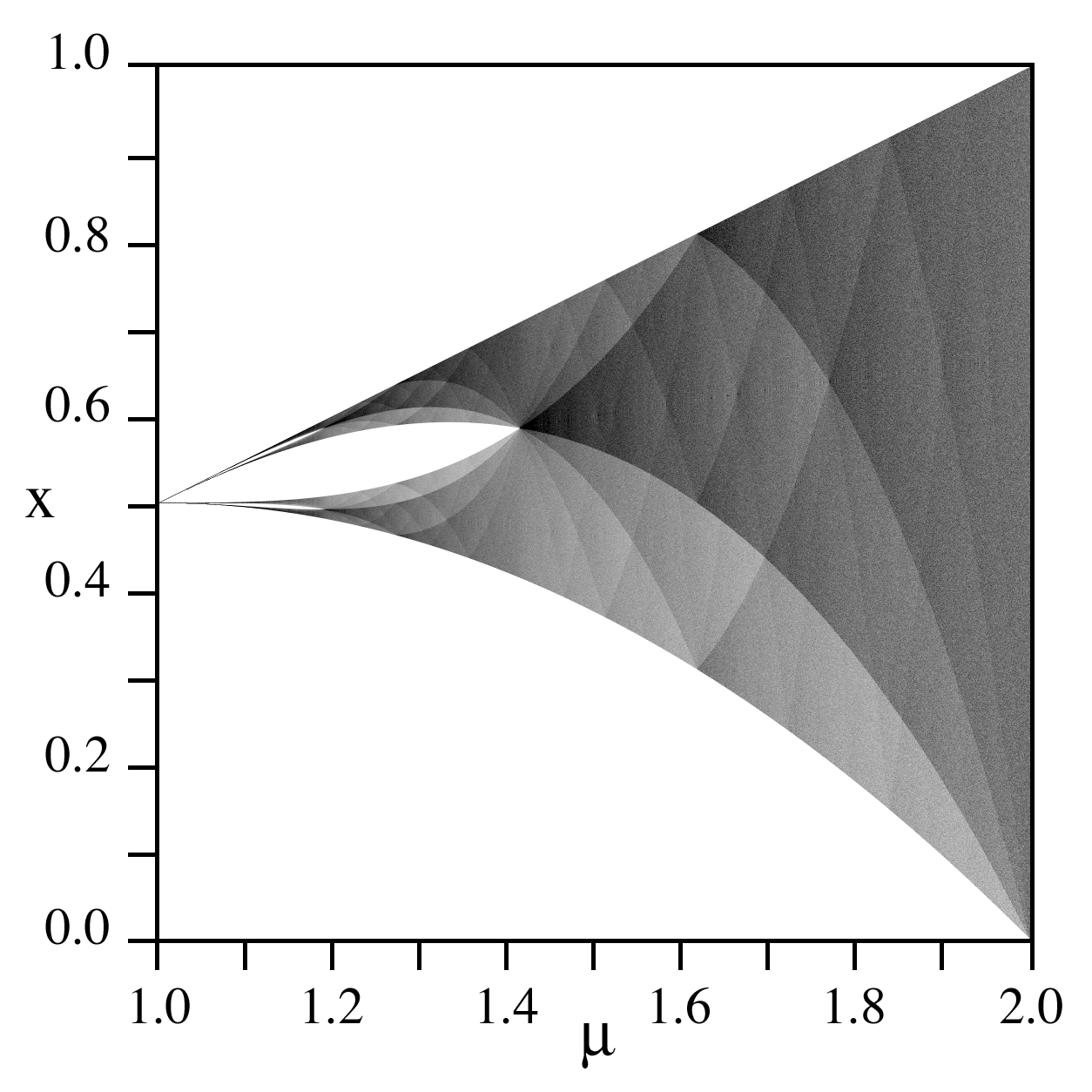
Бифуркационная диаграмма отображения тент. Более высокая плотность соответствует более высокой вероятности, что переменная x примет данное значение для параметра  {\displaystyle \mu }
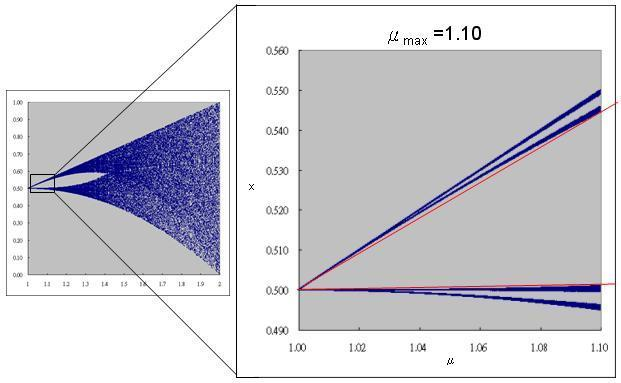
При увеличении вблизи острия видно 4 интервала
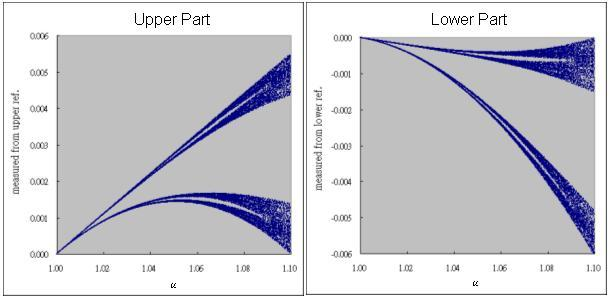
При дальнейшем увеличении видно 8 интервалов

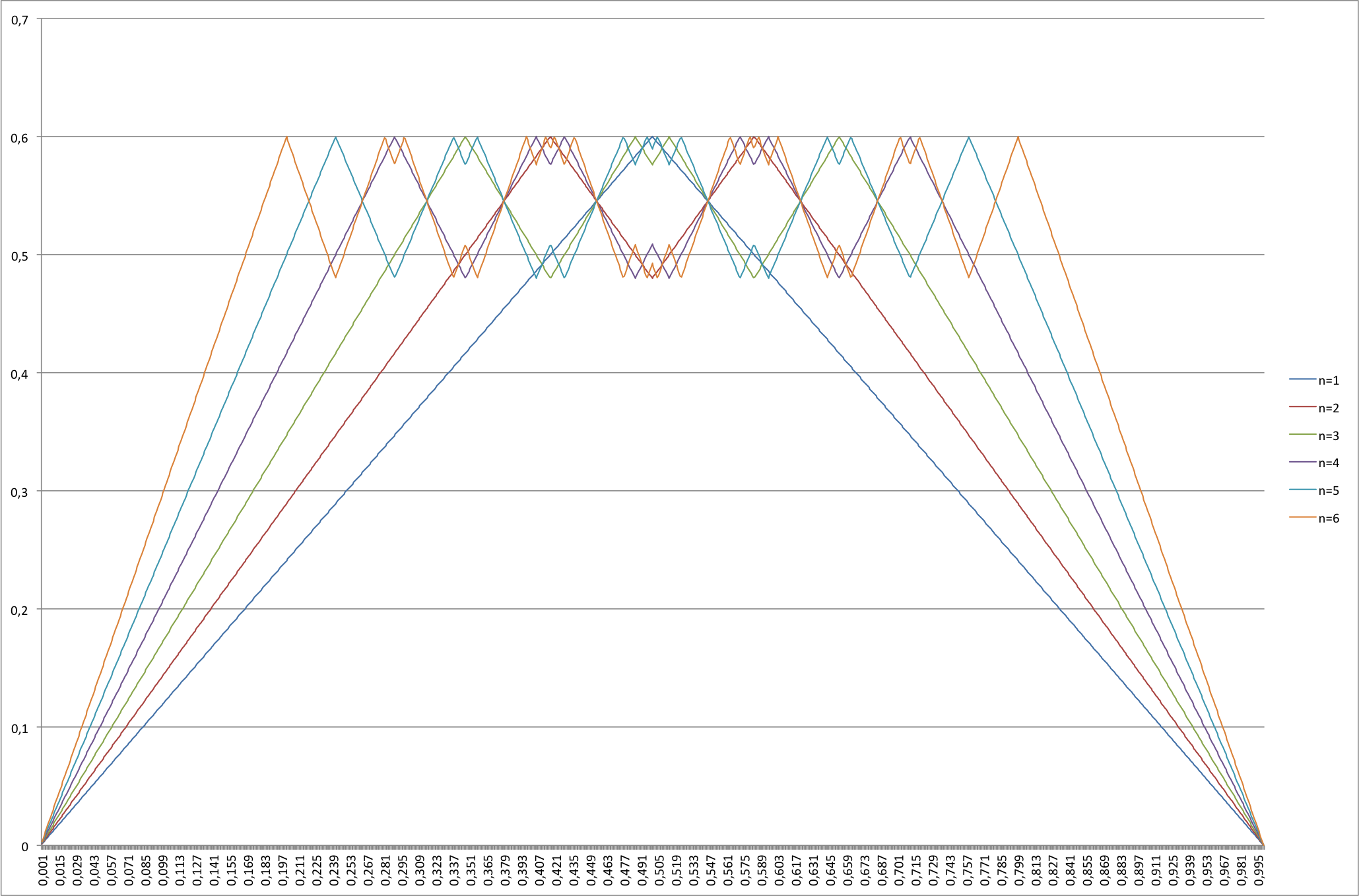
Графики 1,2,3,4,5,6 итераций отображения тент для

- Если {\displaystyle \mu \in ({\sqrt {2}};2]}, то интервалы из отрезка {\displaystyle [\mu -{\mu ^{2}}/2;{\mu }/2]} сходятся и множество Жюлиа — это весь интервал {\displaystyle [\mu -{\mu ^{2}}/2;{\mu }/2]} (см. бифуркационную диаграмму).

- Если {\displaystyle \mu =2}, то система переводит отрезок [0;1] в себя. В этом случае периодические точки плотны на отрезке, так что отображение демонстрирует хаотичность[2]. Непериодическое поведение характерно только для иррациональных чисел, что может быть показано с помощью механизма, которым отображение действует на представленное в двоичной записи число: оно перемещает двоичную запятую вправо на один знак, а затем, если то, что оказалось слева от запятой — это единица, отбрасывает её и обращает все единицы в нули и наоборот (кроме последней единицы для чисел с конечной двоичной записью). Для иррационального числа, двоичная запись которого непериодична, это бесконечный процесс. Кроме того, стоит обратить внимание, что для {\displaystyle \mu =2} отображение тент топологически сопряжено логистическому отображению для {\displaystyle r=4} и полусопряжен {\displaystyle \mu =2} отображению удвоения, что указывает на сходство динамических свойств этих отображений[3]. Действительно, пусть {\displaystyle x_{n}} — орбита отображения тент при {\displaystyle \mu =2}, а  {\displaystyle y_{n}} — орбита логистического отображения для {\displaystyle r=4}, тогда они связаны соотношением: {\displaystyle x_{n}={\tfrac {2}{\pi }}\sin ^{-1}(y_{n}^{1/2}).}.
- Если {\displaystyle \mu \in (2;+\infty )}, множество Жюлиа отображения все еще содержит бесконечное количество и периодических, и непериодических точек, но почти всюду точки отрезка {\displaystyle [0;1]} стремятся к бесконечности. Само множество становится канторовым. В частности, множество Жюлиа отображения тент для {\displaystyle \mu =3} — стандартное канторово множество.

## Асимметричное отображение тент
Также объектом изучения теории динамических систем является асимметричное отображение тент {\displaystyle f_{\alpha }:[0;1]\rightarrow [0;1],\alpha \in (1;+\infty )}.  Его можно считать расширением случая {\displaystyle \mu =2} стандартного отображения тент:
{\displaystyle x_{n+1}=f_{\alpha }(x_{n})={\begin{cases}\alpha x_{n}&\mathrm {for} ~~0\leq x_{n}<{\frac {1}{\alpha }}\\\\{\frac {\alpha }{\alpha -1}}(1-x_{n})&\mathrm {for} ~~{\frac {1}{\alpha }}\leq x_{n}\leq 1\end{cases}}}
Асимметричное отображение тент сохраняет вид кусочно-линейной функции и может быть использовано для
представления вещественных чисел из {\displaystyle [0;1]} по аналогии с десятичной записью.